# Raniero I de Montferrato
Raniero (1084-mayo de 1135) fue el marqués de Montferrato desde 1100 hasta su muerte en 1135. Fue hijo de Guillermo IV y su esposa Otta d'Agliè, una hija de Teobaldo d'Agliè. 
Raniero fue un señor muy poderoso de su tiempo, y aparece extensamente en la documentación de la época. Con él, la familia Aleramici de Montferrato comenzó a tener una importante influencia en los asuntos políticos de Italia. En contrapunto, los comienzos de su reinado no están nada claros, no apareciendo en ningún documento hasta el 23 de marzo de 1111, nombrado como Raynerius de Monteferrato marchio. Con este mismo título aparece en 1126 y 1133; este segundo junto a otros miembros de su familia cuando fundó el monasterio cisterciense de Santa María di Lucedio cerca de Trino. 
En la época en la que aparece por primera vez en un documento escrito (1111), Raniero era partidario del emperador Enrique V. Ese año obtuvo una concesión imperial de los ciudadanos de la ciudad de Turín: un diploma concerniente a la Vía Francigena que pasaba a través de la ciudad. También ese año, junto a su primo Oberto I de Occimiano, donó la capilla de San Evasio de Casale a la iglesia de San Martino di Zenzano infra castrum Aucimianum (en el castillo de Occimiano). Este acto tuvo lugar en Occimiano, lo que muestra la importancia que tuvo ese lugar en el pasado como residencia de reyes.
En 1113, Raniero donó su parte de Langiano al monasterio de San Secondo di Terra Rossa, dependiente de la Abadía de Fruttuaria. El 23 de mayo de 1116, Raniero estuvo presente con el emperador cuando éste tomó posesión de los castillos de Celle, Frassinello, Fubine, y Cuccaro para su sobrino Conrado y Guido Cane.

## Familia
En 1105, Raniero se casó con Gisela, hija de Guillermo I de Borgoña, que era la viuda de Humberto II de Saboya y madre de Adela de Saboya, quien, en 1115, se convirtió en la segunda reina de Luis VI de Francia. Gisela y Raniero tuvieron cuatro hijas y un hijo:
- Juana, que casó con Guillermo Clito, Conde de Flandes, en 1127, quedando viuda un año después.
- Matilda, que casó con Alberto Zueta, marqués de Parodi.
- Adelasia, monja.
- Una hija que probablemente se llamó Isabel, que fue esposa del conde Guido de Biandrate. Aunque no está claro que realmente, este fuese el esposo de Isabel, o el segundo esposo de Juana.
- Por último, tuvieron un hijo Guillermo, que sucedió a su padre al frente del marquesado.

| Predecesor: Guillermo IV | Marqués de Montferrato 1100-1135 | Sucesor: Guillermo V |